# Harry Rosenswärd
Harry Rosenswärd (20 aprile 1882 – 16 luglio 1955) è stato un velista svedese.

## Palmarès

### Olimpiadi
- 1 medaglia:
  - 1 oro (Stoccolma 1912 nella classe 10 metri)